# Chvojnice
Chvojnice är ett vattendrag i Tjeckien.   Det ligger i regionen Vysočina, i den sydöstra delen av landet, 170 km sydost om huvudstaden Prag.